# مارك 101 (قنبلة نووية)

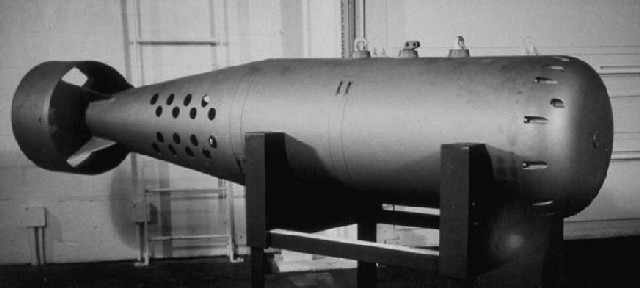
مارك 101 (قنبلة نووية)

القنبلة النووية مارك 101 هي قنبلة نووية عملاقة تم تطويرها من قبل البحرية الأمريكية ولجنة الطاقة الذرية خلال الخمسينيات. وقد حملت رأس حربي نووي من طراز دبليو 34 بلغ إنتاجها المتفجر حوالي 11 كيلو طن. تم الإعلان عنها من قبل البحرية الأمريكية لأغراض الحرب المضادة للغواصات في خمسة نماذج مختلفة من عام 1958 حتى عام 1971. تم تخزين هذه الأسلحة النووية أيضا في الخارج على قواعد حلفاء الناتو تحت الحراسة العسكرية الأمريكية والسيطرة.
كان أبرز القواعد التي تمتلكها هي القاعدة الجوية للقوات المسلحة سانت مون في كورنوال لاستخدامها المحتمل من قبل الطائرات البريطانية وطائرات البحرية الملكية الهولندية.
تم استبدالمارك 101 بالقنبلة النووية B57 متعددة الأغراض خلال منتصف الستينات. كانت بي 57 قنبلة يمكن استخدامها من قبل الطائرات التكتيكية ضد الأهداف البرية.